# Estac (antic municipi)
|  | Aquest article és sobre l'antic municipi d'aquest nom. Per al poble, vegeu Estac. |

| \| ← \| 1812 — 1972 \| → \|                   |                    |   |
| Escut d'armes                                 |                    |   |
| Estac, dins de l'actual terme de Soriguera    |                    |   |
| Període històric                              | Edat Contemporània |   |
| • Creació del municipi (Constitució de Cadis) | 1812               |   |
| • Annexió d'Arcalís, Escós i Mencui           | 1847               |   |
| • Annexió a Soriguera                         | 1972               |   |
| Altitud                                       | 1069,3 m           |   |
| Superfície                                    |                    |   |
| • 1972                                        | 11,4 km2           |   |
| • 2011                                        | 11,4 km2           |   |
| Població                                      |                    |   |
| • 2011                                        | 138                |   |
| Densitat                                      | 12,1/km²           |   |
| ←                                             | 1812 — 1972        | → |

L'antic municipi d'Estac és un antic municipi integrat el 1972 en el de Soriguera, a la comarca del Pallars Sobirà. Amb aquesta annexió, el terme municipal de Soriguera quedà notablement ampliat.
Aquest municipi fou creat el 1812 a partir de les disposicions de la Constitució de Cadis. En un primer moment, fou creat d'una banda l'ajuntament d'Estac, i de l'altra els d'Arcalís, Escós i Mencui, que el 1847 eren agregats a Estac en no assolir cap dels quatre municipis el mínim de 30 veïns (cap de casa) que marcava la nova llei municipal d'aquell any i, en canvi, sí que els obtenien ajuntant-los tots quatre.
Ocupa a prop de la meitat occidental de l'actual terme de Soriguera, majoritàriament a la dreta -però també a l'esquerra, en el cas d'Arcalís- de la Noguera Pallaresa.

## Geografia

### Descripció geogràfica
L'antic municipi d'Estac tenia una extensió d'11,4 km². Dels 106,39 que té ara el municipi complet, aquest antic municipi era el més petit dels dos que s'integraren en el terme actual de Soriguera.

#### El perímetre de l'antic terme
Comença aquesta descripció a la Noguera Pallaresa, just a migdia del Càmping L'Orri del Pallars i del Prat de Simon, al nord-oest de la Costa de Sant Genís i de les Costes de la Mola. En aquest punt es trobaven els termes municipals d'Estac, Soriguera, actualment tots dos dins del mateix terme, i Enviny, actualment pertanyent a Sort.

##### Límit amb l'antic terme deSoriguera
Aquest primer tram de terme discorre pel riu mateix, fins a prop del quilòmetre 287 de la carretera C-13/N-260, al costat de llevant de la Borda de Menal, en el lloc on l'extrem nord del Serrat de Sant Martí arriba a la Noguera Pallaresa. L'antic termenal resseguia tota la carena d'aquest serrat, fins al Planell de Sant Martí. Decantant-se una mica cap al sud-est, continua pujant per una carena que és el contrafort septentrional de la Serra de Bovet, fins a arribar a la carena d'aquesta serra, a Coll Ferrera.

##### Límit amb l'antic terme deBaén(Baix Pallars)
De Coll Ferrera, el termenal segueix sempre la carena cap a ponent. Segueix tota la Serra de Bovet, fins al Collet de la Servera, continua per la carena pel punt superior de la Muntanya de Sant Mauri, deixa les Llaus a migdia, decantant-se cap al sud-est, i abans de travessar el Solà d'Enseu arriba al turó del Penyot del Vinyer, on es troba l'antic triterme entre Estac, Baén i Gerri de la Sal, actualment termenal entre Soriguera i Baix Pallars.

##### Límit amb l'antic terme deGerri de la Sal(Baix Pallars)
Des del Penyot del Vinyer, davalla cap a ponent deixant la Roca del Lladre al nord i els Rovets al sud, fins que arriba a la Noguera Pallaresa, a sota i a prop de l'ermita de la Mare de Déu d'Arboló, on es troben els antics termes de Gerri de la Sal, Peramea i Estac, i actualment només els de Baix Pallars i Soriguera.

##### Límit amb l'antic terme dePeramea(Baix Pallars)
En el primer tram, la Noguera Pallaresa fa de termenal. Passa l'Estret d'Arboló, per sota del Pont d'Arboló, i remuntava el riu fins al lloc d'Espitalderta. Aquí el termenal abandona el riu i remunta cap al nord-nord-oest resseguint la Serra de la Bona Mossa fins al Tossal Gros, i, cada cop més cap al nord-oest, en arribar al capdamunt del Bosc d'Escós gira de sobte cap a l'oest per enfilar-se a la Coma de Tor. Des d'aquest indret, el termenal resseguia pel nord tota la capçalera del Clot de la Coma de Tor, primer cap al nord, després cap a l'oest i tot seguit cap al sud-oest, fins a assolir el Coll de Banyades, on antigament es trobava el termenal amb l'antic terme de Montcortès de Pallars.

##### Límit amb l'antic terme d'Enviny(Sort)
Des del Cap de la Muntanyeta el termenal, ara amb Sort (antic terme d'Enviny) segueix cap al sud-est per la carena de la Serrabana fins que gira un moment cap a l'est marcant una mena de bossa cap al sud, i torna a emprendre cap al sud-est, seguint la carena de la Serra de la Solana. Tot seguit, en la mateixa direcció, ressegueix el Serrat del Bosc fins a atènyer el Serrat Roi. En aquest lloc, el termenal inflexiona lleugerament cap a l'est, i en línia recta baixa fins a trobar la llera de la Noguera Pallaresa, ran del Prat de Simon, on ara hi ha instal·lat el Càmping L'Orri del Pallars. Allí es trobaven els termes d'Enviny, Soriguera i Estac. És el punt on ha començat aquesta descripció del perímetre de l'antic terme municipal d'Estac.

### Nuclis de població
| Entitat de població | Habitants |
| ------------------- | --------- |
| Arcalís             | 26        |
| Baro                | 49        |
| Escós               | 28        |
| Estac               | 23        |
| Mencui              | 12        |
| Font: Idescat       |           |

L'antic terme d'Estac incloïa el poble del mateix nom i els d'Arcalís, Baro, Escós i Mencui.
- El poble d'Arcalís
- El poble de Baro
- El poble d'Escós
- El poble d'Estac
- El poble de Mencui

## Història

### Edat contemporània
En el cens del 1857 Estach apareix amb 707 habitants i 139 cèdules personals inscrites, repartides de la manera següent: Arcalís, 215 habitants i 60 cèdules; Escós, 122 i 18; Estach, 263 i 40, i Mencuy, 107 i 21.
Alcaldes:
- Antoni Birbe (1899)